# 584
584 (DLXXXIV) var ett skottår som började en lördag i den julianska kalendern.

## Händelser

### Okänt datum
- Monte Cassino raseras av langobarder.

## Födda
- Våren – Chlothar II, frankisk kung av Neustrien 584–613, av Paris 596–613, av Frankerriket 613–623 samt av Neustrien och Burgund 623–629

## Avlidna
- September – Chilperik I, frankisk kung av Neustrien sedan 561 och av Paris sedan 567
- Ingund, västgotisk prinsessa